# 16-я армия (РККА)
16-я армия (16 А) — объединение (армия) РККА, сформированное во время Гражданской войны в России. 
Приказом РВСР от 11 сентября 1918 года из Западного участка отрядов завесы был образован Западный район обороны, преобразованный 15 ноября 1918 года в Западную армию с подчинением главкому. С 19 февраля 1919 г. армия входила в состав Западного фронта, 13 марта 1919 года преобразована в Литовско-Белорусскую армию (армию Литовско-Белорусской ССР. С 9 июня 1919 — 16-я армия. 7 мая 1921 года управление 16-й армии было расформировано, а её войска перешли в подчинение фронту.

## Состав (период)
В состав 16-й армии входили:
- управление;
- 2-я стрелковая дивизия (июнь — август 1920; октябрь 1920, декабрь 1920 — май 1921);
- 2-я пограничная дивизия (июнь—июль 1919);
- 4-я стрелковая дивизия (октябрь 1920 — май 1921);
- 5-я стрелковая дивизия (декабрь 1920 — май 1921);
- 6-я стрелковая дивизия (декабрь 1920; январь—март 1921);
- 8-я стрелковая дивизия (январь — март 1919, июнь 1919 — май 1921);
- 10-я стрелковая дивизия (март — сентябрь 1920, октябрь 1920 — январь 1921);
- 16-я стрелковая дивизия (октябрь 1920, ноябрь 1920 — май 1921);
- 17-я стрелковая дивизия (июнь 1919 — октябрь 1920, октябрь 1920 — июнь 1921);
- 21-я стрелковая дивизия (май — июнь 1920);
- 27-я стрелковая дивизия (июль — август 1920, октябрь 1920, декабрь 1920 — март 1921);
- 29-я стрелковая дивизия (март — май 1920);
- 48-я стрелковая дивизия (август — декабрь 1920);
- 52-я стрелковая дивизия (ноябрь 1918 — март 1919, июнь—нояб. 1919);
- 56-я стрелковая дивизия (сентябрь 1920);
- 57-я стрелковая дивизия (март — май 1920, октябрь — нояб. 1920);
- Латышская стрелковая дивизия (сентябрь 1919);
- Литовская стрелковая дивизия (ноябрь 1918 — март 1919);
- Отдельная стрелковая дивизия войск ВОХР (август — октябрь 1920);
- 10-я Кубанская кавалерийская дивизия (ноябрь — декабрь 1920).

В октябре 1920 года в состав армии вошли все войска 4-й армии, в декабре 1920 года с её управлением было слито управление 3-й армии.

## Боевые действия
В ноябре 1918 года — январе 1919 года 16-я армия действовала против германских войск, освобождая  территорию Белоруссии и Литвы. 
Летом 1919 года вела бои против польской армии, отступала на паневежско-молодечненском и минском направлениях. В середине сентября заняла оборону на реке Березина, удерживая Гомельский железнодорожный узел. В марте — апреле 1920 года предприняла несколько безуспешных попыток возвратить захваченный польскими войсками Мозырь. В апреле, во время начавшегося общего наступления противника, части 16-й армии отошли на левый берег Березины и оставили город Речица.
Во время Майской операции (1920) Западного фронта 16-я армия форсировала Березину и заняла плацдарм на её правом берегу, затем была вынуждена отойти. В период Июльской операции (1920) Западного фронта заняла Игумен, Бобруйск, оказала содействие 3-й армии в освобождении Минска, форсировала реку Шара, освободила Барановичи, Слоним, Волковыск, Брест-Литовск. Во время Варшавской операции (1920) в начале августа форсировала Западный Буг и продвинулась к Висле, выйдя на подступы к Варшаве. В результате контрнаступления польской армии, начавшегося в середине августа 1920 г., вынуждена была отступить с территории Польши с тяжёлыми арьергардными боями.
Приказ по войскам 16-й армии от 7 го сентября 1920 г.:
«Во время минувшего отступления, войска армии частью по недостаточности энергии начальников, частью под влиянием неприятельских обходов, начали отход в направлении наименьшей опасности. Они забыли о том, что у них есть долг сражаться, что у них есть соседи, что для отхода есть указанное направление. Из пятнадцати бригад входящих в состав армии, лишь четыре сохранили должную организованность, боеспособность и вышли на фронт со своими начальниками. Этими бригадами были: 23 я бригада 8-й дивизии с комбригом т. Грибовым, 50-я бригада 17-й дивизии с комбригом т. Павловым, 70 и 81-я бригады 27-й дивизии с начдивом т. Путным и комбригами т. т. Хаханьян и Степановым. Долгом совести считаю отметить сплоченность этих частей, их революционное мужество, подсказывающее им, что нужно пробиваться и отходить к своим, а не отходить от своих в сторону.
Начподивом представить упомянутых комбригов к награде ордена Красного знамени. РВС армии уже представил к награждению этим орденом начдива т. Путна. Независимо от этого РВС армии благодарит весь состав этих бригад во главе с их командирами.

Командующий 16 армии — Сологуб.

Член РВС армии — Пятаков.
В сентябре — октябре армия прикрыла направления Волковыск — Барановичи — Бобруйск — Минск и закрепилась на рубеже рек Шара и Ясельда. В ноябре—декабре 1920 года вела борьбу с формированиями С. Н. Булак-Балаховича.

## Командование
Командующие:
- А. Е. Снесарев (15 ноября 1918 — 13 марта 1919),
- Ф. К. Миронов (врид, 9 — 14 июня 1919),
- А. В. Новиков (14 июня — 22 июля 1919),
- В. П. Глаголев (22 июля — 14 августа 1919),
- Н. В. Соллогуб (14 августа 1919 — 21 сентября 1920),
- А. И. Кук (26 сентября 1920 — 24 апреля 1921),
- Е. А. Шиловский (врид 24 апреля — 7 мая 1921).

Члены РВС:
- А. М. Пыжев (15 ноября 1918 — 13 марта 1919, 9 — 22 июня 1919),
- И. Я. Алибегов (15 ноября — 18 дек. 1918),
- С. Я. Бобинский (22 ноября — 31 дек. 1918),
- В. С. Селезнёв (18 декабря 1918 — 13 марта 1919, 9 июня — 18 июля 1919),
- Ф. Ф. Норвид (10 — 13 марта 1919),
- С. И. Бродовский (9 — 22 июня 1919),
- В. М. Смирнов (18 июля — 29 сентябрь 1919),
- И. С. Уншлихт (21 июня — 11 декабря 1919),
- Г. К. Орджоникидзе (16 июля — 1 октября 1919),
- А. Ч. Дауман (14 октября 1919 — 1 августа 1920),
- А. Г. Шляпников (13 ноября 1919 — 1 февраля 1920),
- В. М. Мулин (25 марта 1920 — 14 апреля 1921),
- Г. Л. Пятаков (2 июня — 16 октября 1920, 30 ноября — 25 декабря 1920),
- А. М. Орехов (30 ноября — 24 декабря 1920),
- А. Я. Эстрин (14 апреля — 7 мая 1921).

Начальники штаба:
- А. В. Новиков (15 ноября 1918 — 13 марта 1919, 9 — 14 июня 1919),
- В. В. Сергеев (14 июня — 10 сентября 1919),
- В. Л. Баранович (10 — 28 сентября 1919),
- П. А. Мей (врид, 28 сентябрь — 9 октябрь 1919),
- М. А. Баторский (9 октября 1919 — 10 октября 1920),
- Е. А. Шиловский (10 октября 1920 — 24 апреля 1921),
- Н. Е. Варфоломеев (врид, 24 апреля — 7 мая 1921).